# Генерализована средина
У математици, генерализована средина (или средња моћ или Хелдерова средина од Ота Хелдера) су породица функција за агрегирање скупова бројева. Ово укључује као посебне случајеве Питагорине средине (аритметичке, геометријске и хармонијске средине).

## Дефиниција
Ако је р реалан број различит од нуле, и {\displaystyle x_{1},\dots ,x_{n}} су позитивни реални бројеви, онда је генерализована средина или средња снага са експонентом р ових позитивних реалних бројева:{\displaystyle M_{p}(x_{1},\dots ,x_{n})=\left({\frac {1}{n}}\sum _{i=1}^{n}x_{i}^{p}\right)^{{1}/{p}}.}За p = 0 постављамо га једнаким геометријској средини (која је граница средње вредности са експонентима који се приближавају нули, као што је доказано у наставку):{\displaystyle M_{0}(x_{1},\dots ,x_{n})=\left(\prod _{i=1}^{n}x_{i}\right)^{1/n}.}Штавише, за низ позитивних тежина wi дефинишемо пондерисану средњу снагу као:{\displaystyle M_{p}(x_{1},\dots ,x_{n})=\left({\frac {\sum _{i=1}^{n}w_{i}x_{i}^{p}}{\sum _{i=1}^{n}w_{i}}}\right)^{{1}/{p}}}а када је p = 0, једнака је пондерисаној геометријској средини:{\displaystyle M_{0}(x_{1},\dots ,x_{n})=\left(\prod _{i=1}^{n}x_{i}^{w_{i}}\right)^{1/\sum _{i=1}^{n}w_{i}}.}Непондерисана средства одговарају постављању свих wi = 1/n.